# Arnold Hammerschlag
Arnold Hammerschlag (* 1970 in Seattle) ist ein US-amerikanischer Jazzmusiker (Trompete, Komposition).

## Leben und Wirken
Hammerschlag begann seine Karriere in Seattle, wo er zusammen mit Jazzmusikern wie Jim Black, Cuong Vu, Andrew D’Angelo und Chris Speed arbeitete. Er studierte bei Jerry Granelli, Julian Priester, Jay Clayton und Jim Knapp am Cornish College of the Arts, wo er die Band Timebone mitbegründete. 1994 zog Hammerschlag nach New York City, wo er seitdem mit einer Vielzahl von Künstlern zusammenarbeitete, darunter Peter Epstein, Alex Harding, Tricia Woods, Chris Komer, Brent Arnold, Katie Down und Phil Haynes, vor allem aber mit Künstlern der Post-Klezmer/Weltmusik-Szene wie Greg Wall und Matt Darriau.
Mit dem Schlagzeuger Aaron Alexander leitete Hammerschlag Mitte der 1990er-Jahre ein gemeinsames Quintett, dem auch Ethan Iverson angehörte (Structures). Unter eigenem Namen legte er dann die beiden Alben Sailing Neptune's Waters (2000, mit Michel Gentile, Owen Howard, Ethan Iverson) und No Face, No Name (Skirl, 2015) vor, an dem Sam Bardfeld, Will Holshouser, Brian Glassman und Aaron Alexander beteiligt waren. Nach Ansicht von Peter Margasak (Chicago Reader) zeichnet sich No Face, No Name durch Melodien aus, die Klezmer und andere osteuropäische Stilrichtungen geschickt mit Tango Nuevo und Rockmusik kollidieren lassen. Die Musiker würden das Material „mit der improvisatorischen Energie und rhythmischen Elastizität einer erstklassigen Jazzband umsetzen“. In den letzten Jahren trat er auch im Trio mit Michael Bisio und Chris Corsano sowie im Duo mit Steve Gorn auf.
Hammerschlag lebt in New York City und in Hudson (New York).